# Laura Groeseneken

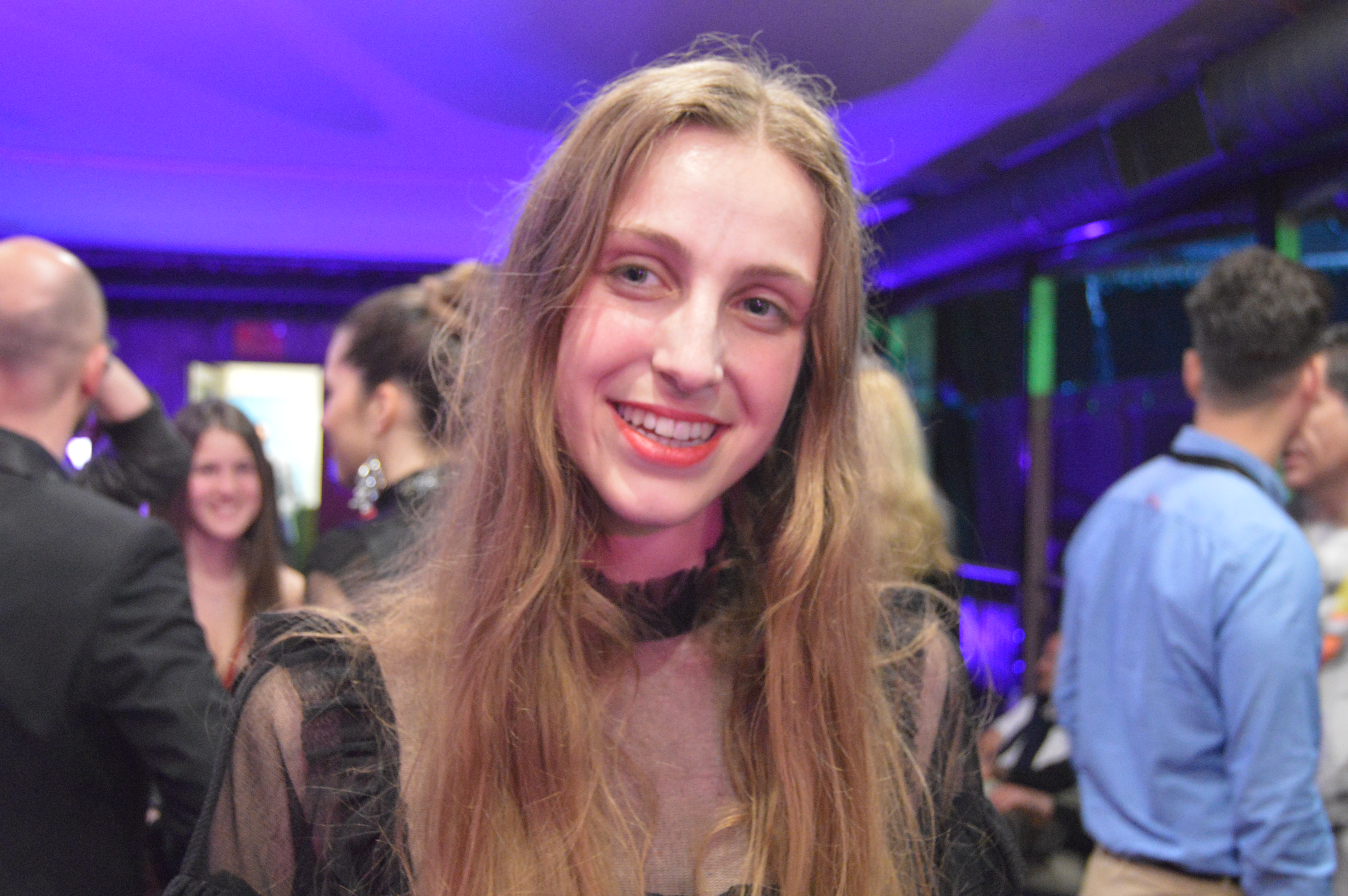
Sennek (2018)

Laura Groeseneken (auch bekannt als Sennek; * 30. April 1990 in Löwen) ist eine belgische Sängerin, Komponistin und Musikerin. Sie vertrat Belgien beim Eurovision Song Contest 2018 mit dem Lied A Matter Of Time.

## Karriere
Sennek war Teil des Konzerts zum 50. Geburtstag von James Bond. Zusammen mit Ozark Henry nahm sie an mehreren belgischen Musikfestivals teil. Sennek ist nicht nur Sängerin, sondern spielt auch Melodica und Klavier. Außerdem schrieb sie zusammen mit Alex Callier das Lied Gravity für die Band Hooverphonic. Obwohl sie zurzeit noch hauptberuflich bei IKEA und nebenberuflich als Gesangscoach arbeitet, bereitet sie eine Solokarriere vor.
Am 28. September 2017 wurde sie intern als erste Teilnehmerin des Eurovision Song Contests 2018 ausgewählt. Ihr Titel A Matter Of Time wurde am 4. März 2018 veröffentlicht. Sie konnte sich nach ihrer Teilnahme am ersten Halbfinale allerdings nicht für das Finale des Wettbewerbs qualifizieren.

## Diskografie
Singles
- 2017: Butterfly (Live)
- 2018: A Matter of Time
- 2019: Endlessly
- 2021: Overtones
- 2021: Kaleidoscope (Live)